# Triphaenopsis opulenta
Triphaenopsis opulenta är en fjärilsart som beskrevs av Butler 1883. Triphaenopsis opulenta ingår i släktet Triphaenopsis och familjen nattflyn. Inga underarter finns listade i Catalogue of Life.